# Triángulo anal
El triángulo anal (triángulo de Marshall) es la parte posterior del periné. Contiene al canal anal.

## Estructura
El triángulo anal puede ser descrito tanto por sus vértices como por sus lados.
- Vértices
  - hueso cóccix
  - tuberosidades isquiáticas del coxal
- Lados
  - membrana perineal (el borde posterior de la membrana perineal forma el borde anterior del triángulo anal)
  - los dos ligamentos sacrotuberosos

## Componentes
Algunos componentes del triángulo anal incluyen:
- Fosa isquioanal
- Cuerpo anococcígeo
- Ligamento sacrotuberoso
- Ligamento sacroespinoso
- Nervio pudendo
- Arteria pudenda interna y vena pudenda interna
- Canal anal
- Músculos
  - Músculo esfínter externo del ano
  - Músculo glúteo mayor
  - Músculo obturador interno
  - Músculo elevador del ano
  - Músculo coccígeo

## Imágenes adicionales

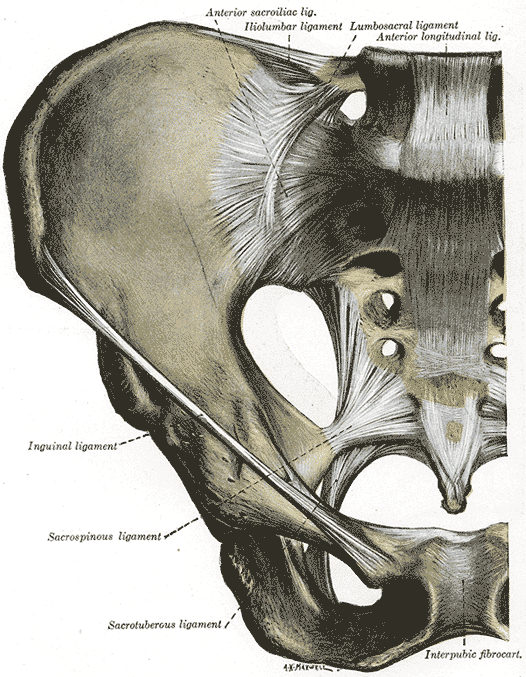
Articulaciones de la pelvis. Vista anterior.
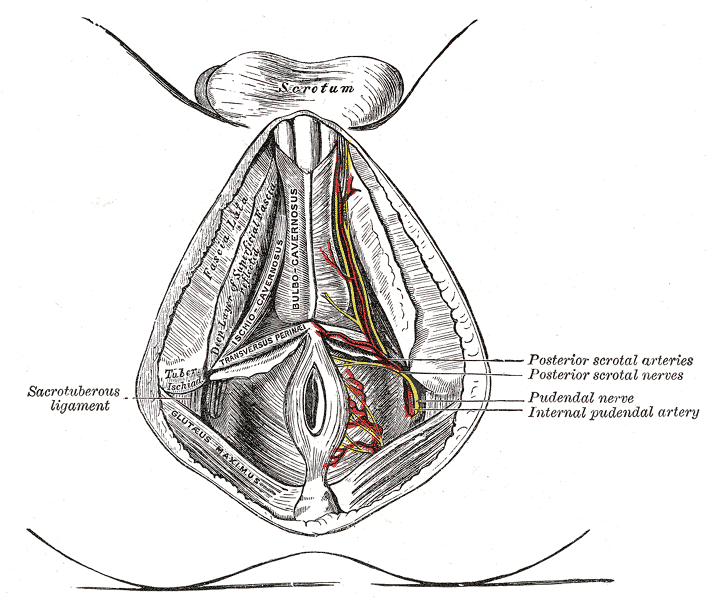
Las ramas superficiales de la arteria pudenda interna.
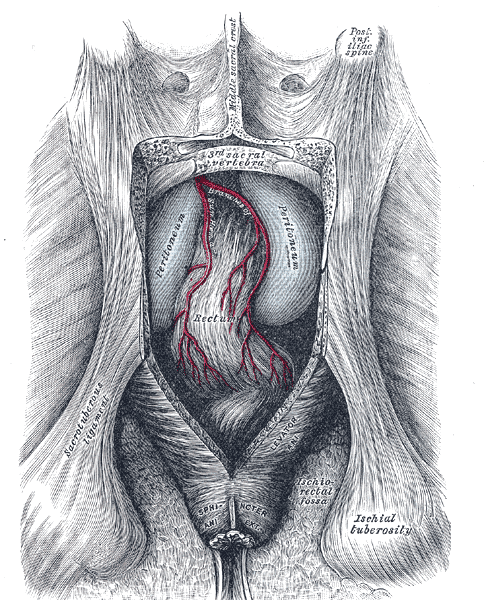
Vista posterior del recto, expuesta al remover la parte inferior del sacro y del cóccix.